# ケルンの戦い
ケルンの戦い （ドイツ語: Schlacht bei Köln フランス語:Bataille de Cologne）は、716年にケルン付近で行われた戦闘。レッドボット率いるフリース人が、宮宰カール・マルテル率いるフランク王国を破った。カール・マルテルにとっては生涯で最初の戦闘指揮であり、唯一の敗北となった。

## 概要
716年、フランク王キルペリク2世とネウストリア宮宰ラガンフリドはアウストラシアに侵攻した。この分国はかつて宮宰ピピン2世に牛耳られ、この時も彼の孫テウドアルドと未亡人プレクトルードの支配のもとでフランク王に反抗していた。ピピン2世の庶子カール・マルテルは父の死後プレクトルードによってケルンに幽閉されていたが、脱出に成功して独自にアウストラシア宮宰を名乗ったため、アウストラシアは分裂状態になっていたのである。この内乱に目を付けたフリースラント王レッドボットは、キルペリク2世やラガンフリドと同盟して自らもアウストラシアに侵攻した。
カール・マルテルはケルンの街の外でレッドボットに敗北し、アイフェル山地に逃亡した。間もなくケルン市も開城し、プレクトルードはキルペリク2世をフランク王として認めさせられた。
キルペリク2世らはケルン市の身代金として、プレクトルードがケルンにためてきた財産を奪った。一方カール・マルテルはアイフェルで素早く自分の軍勢を再編し、ケルンから意気揚々と帰還するネウストリア・フリースラント連合軍をアンブレーヴの戦いで撃破した。